# Schedostauropus isaka
Schedostauropus isaka är en fjärilsart som beskrevs av Pierre E.L. Viette 1954. Schedostauropus isaka ingår i släktet Schedostauropus och familjen tandspinnare. Inga underarter finns listade.